# Dimo
Dimo (oficialmente San Pedro de Dimo) es una parroquia española del municipio de Catoira, perteneciente a la provincia de Pontevedra, en la comunidad autónoma de Galicia.

## Historia
Hacia mediados del siglo XIX, el lugar, referido por entonces como una feligresía, tenía contabilizada una población de 864 habitantes. Aparece descrito en el séptimo volumen del Diccionario geográfico-estadístico-histórico de España y sus posesiones de Ultramar de Pascual Madoz con las siguientes palabras:

DIMO (San Pedro): felig. en la prov. de Pontevedra (5 leg.), part. jud. de Caldas de Reyes (2 1/2), dióc. de Santiago (5), ayunt. de Catoira (1/4): sit. en la falda occidental del monte Giabre ó Geabre, combatida por los aires del N. y S.; el clima es benigno, y las enfermedades comunes fiebres de varias clases. Tiene 300 casas distribuidas en los l. de Busto, Casás, Coage, Gondar, Menda, Mourelos, Porta Canles, San Salvador, Tarrio y Xoulle; 2 fuentes en la pobl., y algunas en el término, cuyas buenas aguas sirven para beber y para otras necesidades. La igl. parr. (San Pedro) está servida por un cura de provision en concurso; en el atrio de la igl. se halla el cementerio; y á laf alda del monte Giabre una ermita dedicada á San Cipriano, adonde se va en romeria el lunes de pascua de Pentecostés. Confina el térm. N. Sta. Colomba de Louro; E. monte Giabre, y O. Sta. Eulalia de Oeste. El terreno es algo quebrado y de mediana calidad; le baña un riach. que baja del mencionado Giabre., donde hay tojos, y esquilmo para abono de las tierras de labor; tambien se encuentran algunos robles, y prados naturales con abundantes yerbas de pasto. Cruza por esta felig. el camino que desde la c. de Santiago dirige á los puertos de la ria de Arosa, su estado es malo. prod.: maiz, algun centeno, habas y algun vino de mala cala calidad: se cria ganado vacuno, lanar y algun caballar; hay caza de liebres, conejos y perdices. ind. y comercio; la agrícola, y 3 molinos harineros que únicamente trabajan en el invierno impelidos por las aguas del mencionado riach.: consistiendo las operaciones comerciales en ganados y frutos del pais. pobl.: 300 vec., 864 alm. contr. con su ayuntamiento (V.)
(Madoz, 1847, p. 389)

En 2022, tenía empadronados 926 habitantes.

## Patrimonio
Hay en la parroquia una iglesia de San Pedro.